# Agata Karczmarek

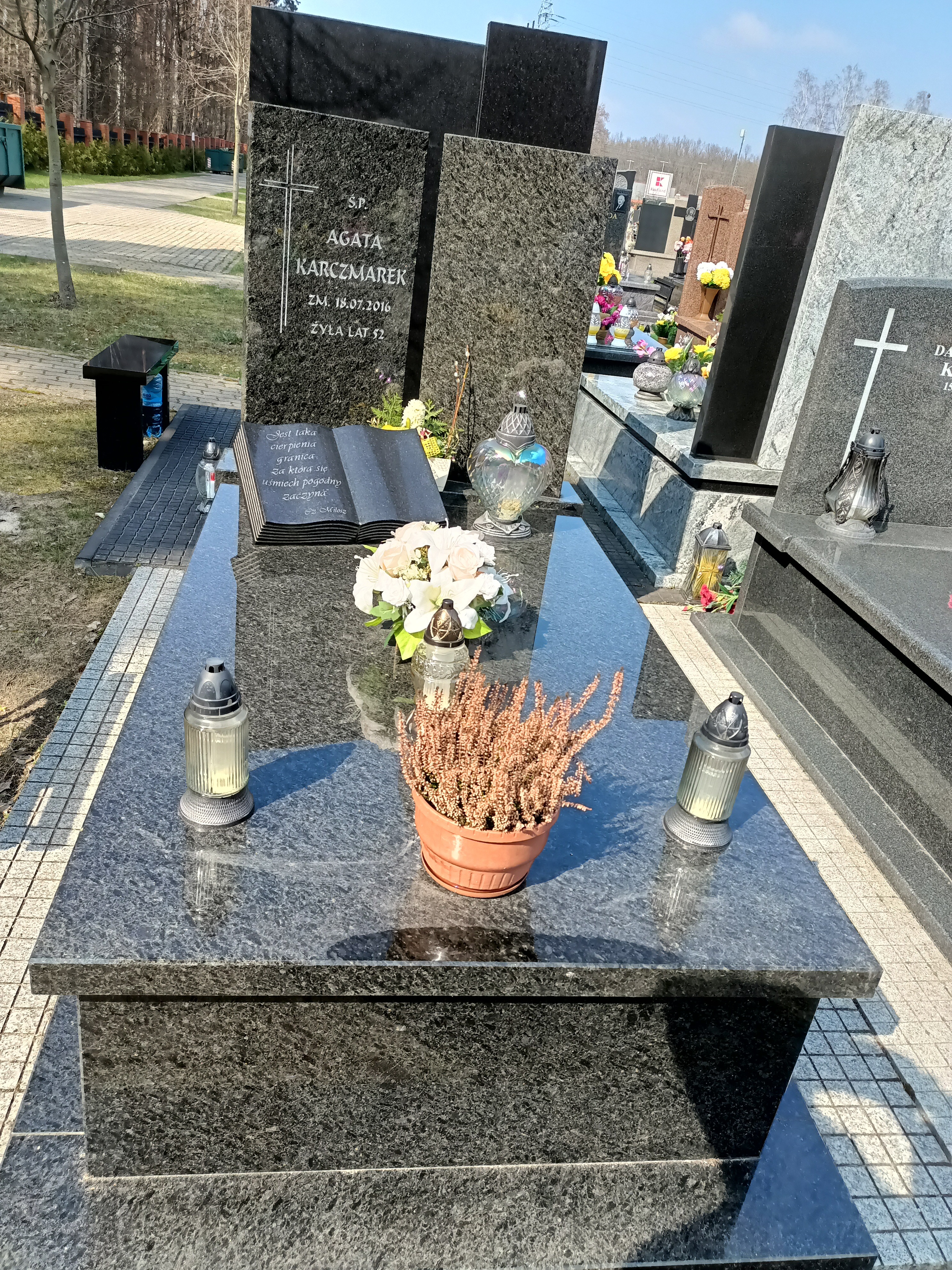
Grób Agaty Karczmarek na Cmentarzu w Marysinie Wawerskim

Agata Jadwiga Karczmarek z domu Jaroszek (ur. 29 listopada 1963 w Warszawie, zm. 18 lipca 2016 tamże) – polska gimnastyczka i lekkoatletka.

## Życiorys
Rekordzistka Polski w skoku w dal (6,97 – 1988), czterokrotna olimpijka: Moskwa 1980 – 7. miejsce w gimnastycznym czwórboju drużynowym; Seul 1988 – 7. miejsce w skoku w dal (6,60); Barcelona 1992 – 10. miejsce w skoku w dal (6,41); Atlanta 1996 – 6. miejsce w skoku w dal (6,90). Brązowa medalistka halowych mistrzostw świata (Paryż 1997) w skoku w dal (6,71), finalistka MŚ (8. miejsce w 1993 i 7. w 1995) i ME (najlepszy wynik – 6. miejsce w 1994). W rankingu światowym Track & Field News zajmowała miejsca: 7. (1994), 9. (1996) i 10. (1997). W 1988 zdobyła Złote Kolce - nagrodę dla najlepszej polskiej lekkoatletki sezonu. 14-krotna mistrzyni Polski na stadionie i 10-krotna mistrzyni Polski w hali. Startowała w barwach warszawskiej Legii. Podopieczna trenera Andrzeja Lasockiego oraz Jerzego Fidusiewicza.
Córka Jadwigi i Jana. Była żoną lekkoatlety Piotra Karczmarka.
Zmarła 18 lipca 2016. Została pochowana na cmentarzu w Marysinie Wawerskim w Warszawie (sektor E10, rząd 5, grób 28).